# Rosario Dawson
Rosario Dawson (Nova York, 9 de maig de 1979) és una actriu i escriptora estatunidenca, que ha treballat en pel·lícules com Sin City i Homes de Negre 2.

## Primers anys
Dawson va néixer a Nova York. La seva mare, Isabel Celeste, que era lampista, escriptora i cantant, tenia disset anys quan va tenir a Rosario, i mai es va casar amb Patrick Harris, el seu pare biològic. Rosario és d'ascendència porto-riquenya, natiu americana/taína, cubana i afroamericana. Quan la seva mare tenia divuit anys, es va casar amb el seu promès Greg Dawson, un fuster que "volia a Rosario i la va criar com la seva pròpia filla". D'aquest matrimoni va néixer el germà petit de Rosario, Clay, el 1983. Atès que el seu pare biològic va desaparèixer de la seva vida, Dawson ha declarat que Greg "sempre ha estat el meu pare". Amb pocs diners van decidir viure en un edifici abandonat en el Lower East Side de Manhattan, quan Rosario tenia sis anys i el seu germà Clay dos. Allà van créixer sense pagar lloguer; van instal·lar canonades i cable elèctric per convertir l'edifici en un squat. Va ser llavors quan la carrera d'actriu de Rosario va començar. Estaven rodant un anunci en el seu bloc, i ella estava fora mirant un membre de l'equip, quan un rodamón li va preguntar si hi havia cap apartament obert en el seu squat, i ella es va posar a riure de forma molt forta. Larry Clark es va acostar i ella va pensar que li diria que callés. En lloc d'això, li va preguntar si li agradaria aparèixer en la seva pel·lícula Kids, que tractava sobre els adolescents, el sexe i el VIH. Era una temàtica pujada de to, però la seva família no s'hi va oposar. "Jo només vaig treballar quatre dies", diu Rosario.
Van fer servir els diners per anar de vacances a veure a la família del seu pare a Texas, i va acabar emigrant cap allà. L'any següent, la Rosario va rebre una trucada de Larry en la que li deia que tornés a Nova York, ja que la pel·lícula estava a punt d'estrenar-se, i volien fer una sessió de fotos per a la revista Harper's Bazaar. La crítica va destacar la seva actuació desinhibida. Als 16 anys, es va traslladar a Nova York i es va inscriure en el Lee Strasberg Theatre & Film Institute.
Després de 25 anys d'un matrimoni tempestuós, els seus pares Greg i Isabel, es van divorciar.

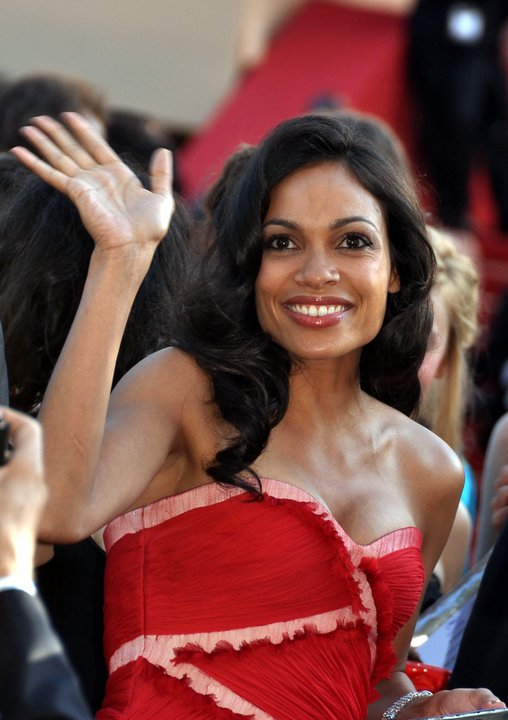
Rosario Dawson a Cannes 2011

## Carrera
Dawson comença molt jove la seva carrera com a actriu de manera casual, després d'acceptar la proposta de Larry Clark —que es va fixar en ella als carrers de la seva ciutat natal— de participar en la seva primera pel·lícula Kids, el 1995. Dos anys més tard, el director Spike Lee la va unir a Denzel Washington en He Got Game, i la seva carrera va enlairar-se. Però no ha estat un camí fàcil. "M'he trobat amb racisme", va comentar Rosario al Daily Mail, "però els temps estan canviant. Vaig conèixer alguns directors de càsting quan estava a Londres, i si ets un gran actor en el Regne Unit, s'obté el paper."
Té la intenció de produir una pel·lícula basada en un còmic creat per ella, "The Occult Crimes Taskforce", protagonitzat per Sophia Ortiz, una policia encarregada d'investigar crims sobrenaturals.
Ha produït una pel·lícula titulada Descens, en la qual interpreta a una víctima violada que tracta de compondre la seva vida novament. En aquest, com en altres projectes, Rosario fa ús del cinema per mostrar les dones que normalment no tenen veu.
Ha sabut combinar actuacions tant en pel·lícules comercials com en altres dins del cinema més independent, treballant amb directors com Robert Rodríguez, Kevin Smith, Oliver Stone o Spike Lee.
Part del seu temps el dedica a tasques altruistes, com Global Cool, que fa campanya per a la conscienciació sobre el canvi climàtic, i és particularment activa en Voto Latino, un grup que va cofundar per encoratjar als joves Llatins dels Estats Units a registrar-se i votar.
A partir de la dècada del 2010 ha guanyat fama a més per interpretar el paper de Claire Temple / Night Nurse en les sèries de Marvel produïdes en la plataforma online Netflix: Daredevil (2015-2016), Jessica Jones (2015), Luke Cage (2016), Iron Fist (2017) i The Defenders (2017).

## Vida privada
La seva família no podia permetre's pagar els estudis universitaris dels seus fills, però una vegada que Rosario va començar a fer pel·lícules, va poder donar-los diners perquè el seu germà Clay anés a la Universitat George Washington.
Rosario Dawson va estar sortint amb l'actor de Sex and the City, Jason Lewis, durant dos anys, fins que van trencar el novembre de 2006. Després va estar relacionada sentimentalment amb Danny Boyle.
Va començar a mantenir una relació romàntica amb Cory Booker des del març del 2019.

## Filmografia

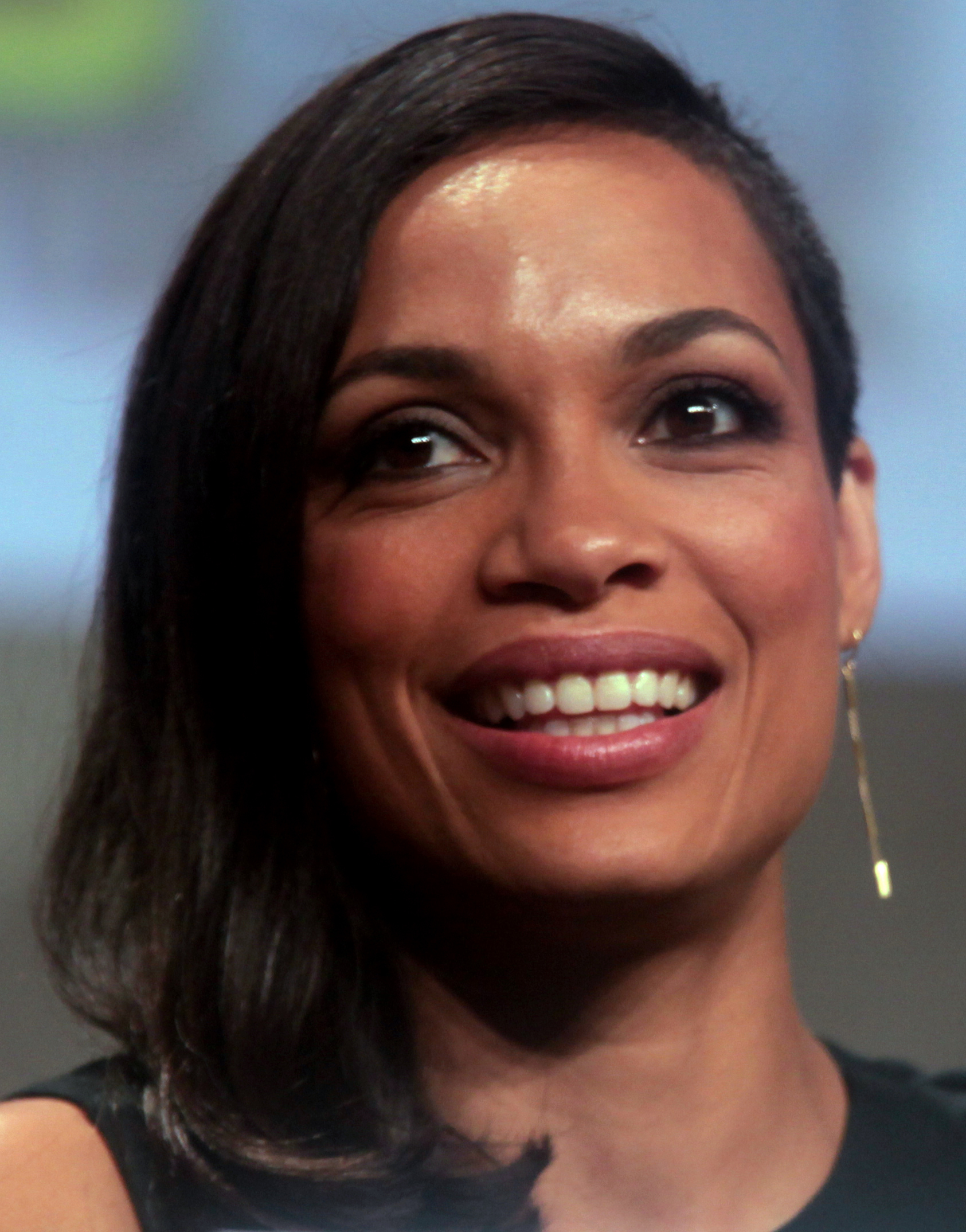
Rosario Dawson a la Convenció Internacional de Còmics de San Diego el 2014

### Cinema
| Any  | Títol                                              | Paper                             | Notes            |
| ---- | -------------------------------------------------- | --------------------------------- | ---------------- |
| 1995 | Kids                                               | Ruby                              |                  |
| 1997 | Girls' Night Out                                   | Girl                              | Curtmetratge     |
| 1998 | He Got Game                                        | Lala Bonilla                      |                  |
| 1998 | Side Streets                                       | Marisol Hidalgo                   |                  |
| 1999 | Light It Up                                        | Stephanie Williams                |                  |
| 2000 | Down to You                                        | Lana                              |                  |
| 2000 | King of the Jungle                                 | Veronica                          |                  |
| 2001 | Josie and the Pussycats                            | Valerie Brown                     |                  |
| 2001 | Sidewalks of New York                              | Maria Tedesko                     |                  |
| 2001 | Trigger Happy                                      | Dee                               |                  |
| 2001 | Chelsea Walls                                      | Audrey                            |                  |
| 2002 | Dimecres de Cendra                                 | Grace Quinonez                    |                  |
| 2002 | The First $20 Million Is Always the Hardest        | Allisa                            |                  |
| 2002 | Homes de Negre 2                                   | Laura Vasquez                     |                  |
| 2002 | Pluto Nash (The Adventures of Pluto Nash)          | Dina Lake                         |                  |
| 2002 | Love in the Time of Money                          | Anna                              |                  |
| 2002 | 25th Hour                                          | Naturelle Riviera                 |                  |
| 2003 | V-Day: Until the Violence Stops                    | Ella mateixa                      | Documental       |
| 2003 | This Girl's Life                                   | Martine                           |                  |
| 2003 | El preu de la veritat (Shattered Glass)            | Andy Fox                          |                  |
| 2003 | El tresor de l'Amazones                            | Mariana                           |                  |
| 2004 | Alexandre                                          | Roxana                            |                  |
| 2005 | This Revolution                                    | Tina Santiago                     |                  |
| 2005 | Sin City                                           | Gail                              |                  |
| 2005 | Little Black Dress                                 | Haley                             | Curtmetratge     |
| 2005 | Rent                                               | Mimi Marquez                      |                  |
| 2006 | Clerks II                                          | Rebecca "Becky" Scott             |                  |
| 2006 | A Guide to Recognizing Your Saints                 | Laurie                            |                  |
| 2007 | Death Proof                                        | Abernathy Ross                    |                  |
| 2007 | Descent                                            | Maya                              | També productora |
| 2008 | Explicit Ills                                      | Babo's Mom                        |                  |
| 2008 | Eagle Eye                                          | Zoe Perez                         |                  |
| 2008 | Killshot                                           | Donna                             |                  |
| 2008 | Set ànimes                                         | Emily Posa                        |                  |
| 2009 | Wonder Woman                                       | Artemis of Bana-Mighdall (veu)    |                  |
| 2009 | The Haunted World of El Superbeasto                | Velvet Von Black (veu)            |                  |
| 2009 | The People Speak                                   | Ella mateixa                      | Documental       |
| 2010 | Awake                                              | Robin                             | Curtmetratge     |
| 2010 | Percy Jackson & the Olympians: The Lightning Thief | Persèfone                         |                  |
| 2010 | Unstoppable                                        | Connie Hooper                     |                  |
| 2011 | Miss Representation                                | Ella mateixa                      | Documental       |
| 2011 | Girl Walks into a Bar                              | June                              |                  |
| 2011 |                                                    | Kate                              |                  |
| 2011 | 10 Years                                           | Mary                              |                  |
| 2012 | Fire with Fire                                     | Talia Durham                      |                  |
| 2013 | Tràngol                                            | Elizabeth Lamb                    |                  |
| 2013 | Gimme Shelter                                      | June Bailey                       |                  |
| 2013 | Cessar Chavez                                      | Dolores Huerta                    | [ 4 ]            |
| 2013 | Parts Per Billion                                  | Mia                               |                  |
| 2013 | Raze                                               | Rachel                            |                  |
| 2014 | Sin City: A Dame to Kill For                       | Gail                              |                  |
| 2014 | The Captive                                        | Nicole                            |                  |
| 2014 | Top Five                                           | Chelsea Brown                     |                  |
| 2015 | Tinker Bell and the Legend of the NeverBeast       | Nyx (veu)                         |                  |
| 2015 | Justice League: Throne of Atlantis                 | Wonder Woman (veu)                |                  |
| 2015 | Port Ricans in Paris                               | Vanessa                           |                  |
| 2016 | Justice League vs. Teen Titans                     | Wonder Woman (veu)                |                  |
| 2016 | Ratchet & Clank                                    | Elaris (veu)                      |                  |
| 2017 | Justice League Dark                                | Wonder Woman (veu)                |                  |
| 2017 | Inoblidable                                        | Julia Banks                       |                  |
| 2018 | X-Men: The New Mutants                             | Dr. Cecilia Reyes                 |                  |
| 2019 | Someone Great                                      | Hannah Davis                      |                  |
| 2019 | Jay and Silent Bob Reboot                          | Reggie Faulken                    |                  |
| 2019 | Zombieland: Double Tap                             | Nevada                            |                  |
| 2019 | Wonder Woman: Bloodlines                           | Diana Prince / Wonder Woman (veu) |                  |
| 2019 | The Deported                                       | Ella mateixa                      | Documental       |
| 2020 | Justice League Dark: Apokolips War                 | Diana Prince / Wonder Woman (veu) |                  |

### Televisió
| Any          | Títol                  | Paper                                 | Notes                                                     |
| ------------ | ---------------------- | ------------------------------------- | --------------------------------------------------------- |
| 2003         | Punk'd                 | Ella mateixa                          | (temporada 1: episodi 8)                                  |
| 2007         | Robot Chicken          | Clara Palmer / promesa de Dean / Dona | "More Blood, More Chocolate" (temporada 3: episodi 8)     |
| 2008         | Gemini Division        | Anna Diaz                             | Sèrie web; 50 episodis; productora executiva              |
| 2009         | Saturday Night Live    | Ella mateixa                          | "Rosario Dawson/Fleet Foxes" (temporada 34: episodi 13)   |
| 2009         | Bob Esponja            | Ella mateixa                          | "Atrapats en el congelador" (temporada 6: episodi 23-24)  |
| 2011         | Five                   | Lili                                  | Telefilm                                                  |
| 2015—present | Daredevil              | Claire Temple                         | Repartiment principal; sèrie de TV de Netflix             |
| 2015         | Jessica Jones          | Claire Temple                         | Estrella convidada; 1 episodi; sèrie de TV de Netflix     |
| 2016         | Luke Cage              | Claire Temple                         | Repartiment principal; 7 episodis; sèrie de TV de Netflix |
| 2017         | Iron Fist              | Claire Temple                         | Repartiment principal; 6 episodis; sèrie de TV de Netflix |
| 2017         | The Defenders          | Claire Temple                         | 6 episodis; sèrie de TV de Netflix                        |
| 2017         | Waves for Water        | Ella mateixa                          | Documental                                                |
| 2018–2019    | Jane the Virgin        | Jane "J.R." Ramos                     | 17 episodis                                               |
| 2018         | Elena of Avalor        | Daria (veu)                           | 2 episodis                                                |
| 2019         | Weird City             | Delt                                  | Episodi: "A Family"                                       |
| 2019         | The Last Kids on Earth | (veu)                                 | [ 6 ]                                                     |
| 2020         | It's Pony              | Ms. Ramiro (veu)                      |                                                           |
| 2020         | Briarpatch             | Allegra "Pick" Dill                   | Paper principal                                           |
| 2020–present | The Mandalorian        | Ahsoka Tano                           | Post-producció                                            |